# بيت نقوبا
بيت نقّوبا، قرية فلسطينية مهجرة، تقع على بعد 13 كم إلى الشمال الغربي من مدينة القدس. اعتدى اليهود على القرية في عام 1948، احتلوها، طردوا سكانها منها ودمروا بيوتهم. كما أقاموا في عام 1949 مستعمرة “بيت نقوفا” على أنقاض القرية العربية.

## موقع القرية
تقع بيت نقوبا على الجانب الشمالي من طريق القدس– يافا الرئيسية المعبّدة، تربطها طرق ممهدة بقرى بيت سوريك، القسطل، أبو غوش، صوبا، وخربة العمور.
نشأت بيت نقوبا فوق القواعد الجنوبية لجبل باطن السيّدة (880م) أحد جبال القدس، وترتفع نحو 675م عن سطح البحر. يمر وادي الخراب، وهو المجرى الأعلى لوادي كسلا، بشرقها، في حين يجري وادي بيت نقّوبا غربيها متجهًا نحو الجنوب ليرفد وادي الغدير.

## احتلال القرية وتطهيرها عرقيًّا
كل ما هو معلوم عن احتلال قرية بيت نقّوبا أنّها احتلت في أوائل نيسان\ أبريل 1948. معنى ذلك أنّها سقطت في سياق عملية نحشون، وهي كبرى عمليات «الهاغاناه» حتى ذلك التاريخ.
وصف المؤرخ الإسرائيلي بني موريس عملية نحشون بأنّها «منعطف مهم يتميّز بالعزم وببذل الجهد اللازم لتطهير منطقة كاملة تطهيرًا نهائيًا ودائمًا من القرى العربية ومن سكانها المعادين، أو الذين ربما يتحوّلون إلى معادين». حيث وُضع مخطّط العملية في أوائل نيسان\ أبريل، كل من رئيس الوكالة اليهودية دافيد بن- غوريون وهيئة الأركان العامة في الهاغاناه. في ليل 31 آذار\ مارس- 1 نيسان\ أبريل 1948، قرّر بن- غوريون وأعضاء هيئة الأركان العامة في «الهاغاناه» شنّ عمليات خاصة لاكتساح القرى القائمة على جانبي الطريق العام بين تل أبيب والقدس، أدرجوها في السياق العام لخطة دالت. جرى تعبئة قوة قوامها 1,500 جندي من «البلماح» و«الهاغاناه» (ثلاث كتائب) خصيصًا لتنفيذ هذا الهجوم. حيث نصّت الأوامر العملانية على أنّ القرى العربية القائمة على المحور (محور خلدة- القدس) يجب أن تعامل كلها معاملة تجمعات عدو أو قواعد انطلاق.
بدأت عملية نحشون باحتلال قريتي دير محيسر وخلدة المجاورة لها (كلتاهما في قضاء الرملة)، في 6 نيسان\ أبريل. كانت قالونيا التي تبعد نحو 3 كلم على خط مستقيم إلى الشرق من بيت نقّوبا، من أهم أهداف العملية، هوجمت في 11 نيسان\ أبريل، بحسب ما ورد في (تاريخ الهاغاناه). كما ذكرت صحيفة «نيورك تايمز» أنّ وحدات «الهاغاناه» نسفت الكثير من المنازل وتركت القرية كلّها طعمة للنيران. بالإضافة لذلك، تروي المصادر روايات متباينة عن طريق تهجير سكان قالونيا. في سياق ذلك، كتب مراسل «نيورك تايمز» أنّ سكان القرية كانوا في معظمهم أخرجوا من قبل وأنّ الباقين أمروا بمغادرة القرية قبل تدميرها. أمّا موريس فيزعم أنّ السكان كانوا فروا في 3-2 نيسان\ أبريل من جراء غارة قام بها «البلماح»، لكنّ إذاعة «الإرغون» كانت بثّت في حينه نبأ فحواه أنّ سكان قالونيا هربوا من جراء مجزرة دير ياسين في 9 نيسان\ أبريل.
كانت دير ياسين (قضاء القدس) مسرحًا لأشهر فظائع الحرب وأدماها. حيث هاجم رجال «الإرغون» وعصابة «شتيرن» القرية وقتلوا (اسنتادً إلى شهادتهم وشهادة الهاغاناه) نحو 245 شخصًا بينهم نساء، أطفال وكهول. كان احتلال دير ياسين مندرجًا في إطار عملية «نحشون» التي نفذتها «الهاغاناه».
في 15 نيسان\ أبريل، حققت كتائب «البلماح» و«الهاغاناه» أهداف العملية. علّقت على ذلك صحيفة «نيورك تايمز» قائلة: إنّ احتلال القرى كان نجاحًا تكتيكيًا مهمًا في المعركة من أجل احتلال القدس.
نظرا إلى موقع بيت نقّوبا فإنّه يبدو أنّها احتلت تقريبًا وقت احتلال القسطل وقالونيا اللتين سويتا بالأرض بعيد احتلالهما، ويذكر موريس تاريخ الاستيلاء عليهما لكنه يغفل مصير السكان.

## القرية اليوم
يستعمل بعض المنازل -بنيت بالحجارة وكان للكثير منها سقوف مقببة- للسكن أو زرائب للحيوانات. كما انتقى بعض الحجارة من أنقاض القرية واستخدم عتبات لبعض المنازل اليهودية الجديدة.
يغطي شجر الزيتون ونبات الصبّار موقع القرية. في سنة 1962، أنشئت قرية عربية مسماة بالاسم نفسه إلى الجنوب من موقع القرية الأصلي، وسمح لبعض اللاجئين المهجّرين من القرية القديمة بالإقامة فيها، هذه ربما حالة فريدة من نوعها بين كل القرى التي احتلت وهُجّر سكانها. بالإضافة لذلك، تقع مقبرة القرية القديمة على بعد نصف كيلومتر إلى الجنوب من الموقع ويعتني بها سكان القرية العرب الجدد.

## المستعمرات الإسرائيلية على أراضي القرية
في سنة 1949، أنشأت «إسرائيل» مستعمرة «بيت نكوفا» على ما بقي من القرية.